# Cuphea intermedia
Cuphea intermedia là một loài thực vật có hoa trong họ Lythraceae. Loài này được Hemsl. mô tả khoa học đầu tiên năm 1880.